# Église Saint-Alexandre d'Aigues-Vives
L'église Saint-Alexandre d'Aigues-Vives est une église située à Aigues-Vives, en France.

## Localisation
L'église est située sur la commune d'Aigues-Vives, dans le département français de l'Aude.

## Historique
Les deux tours ont été inscrites au titre des monuments historiques en 1948.

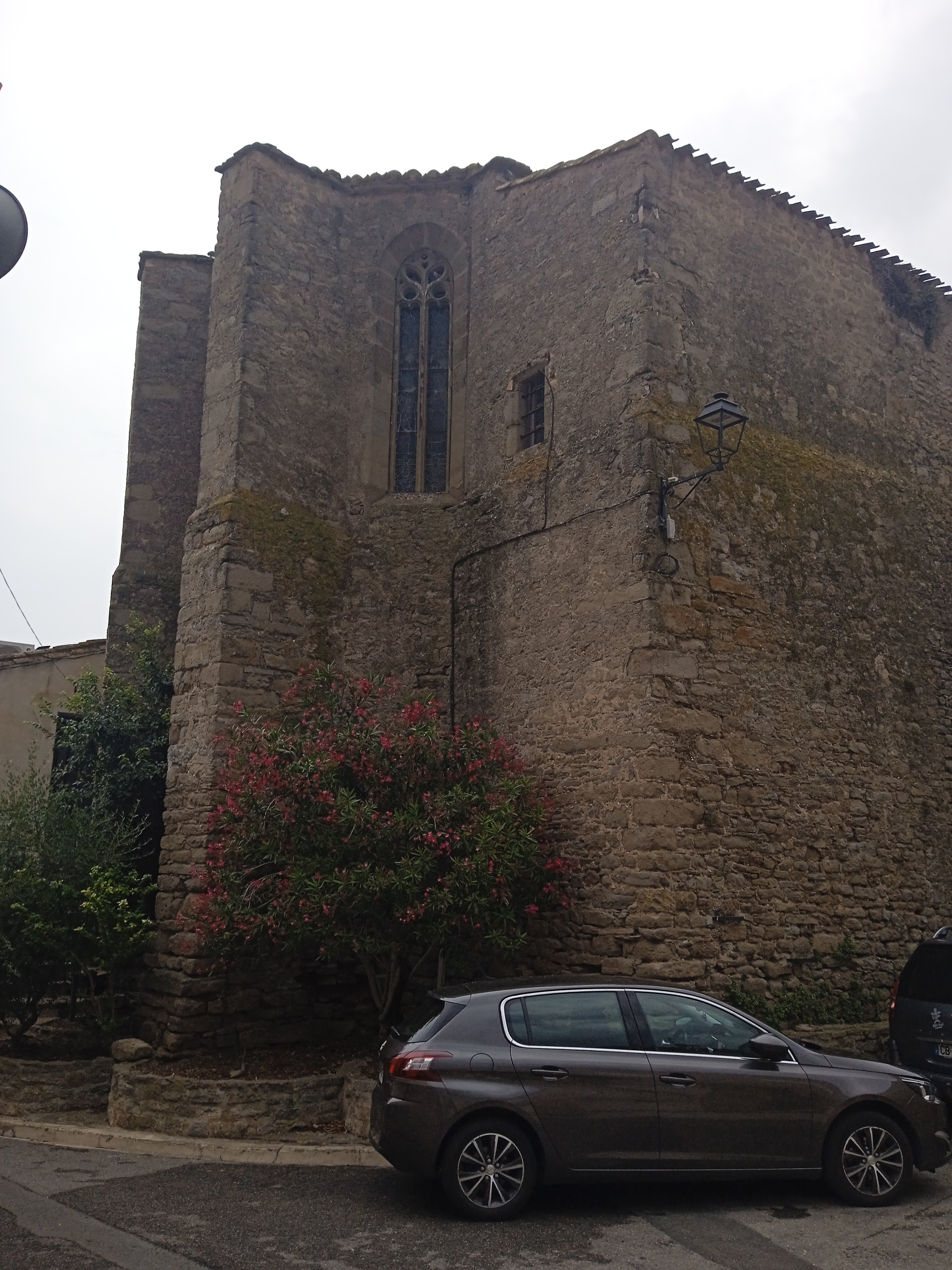
Arrière de l'église.
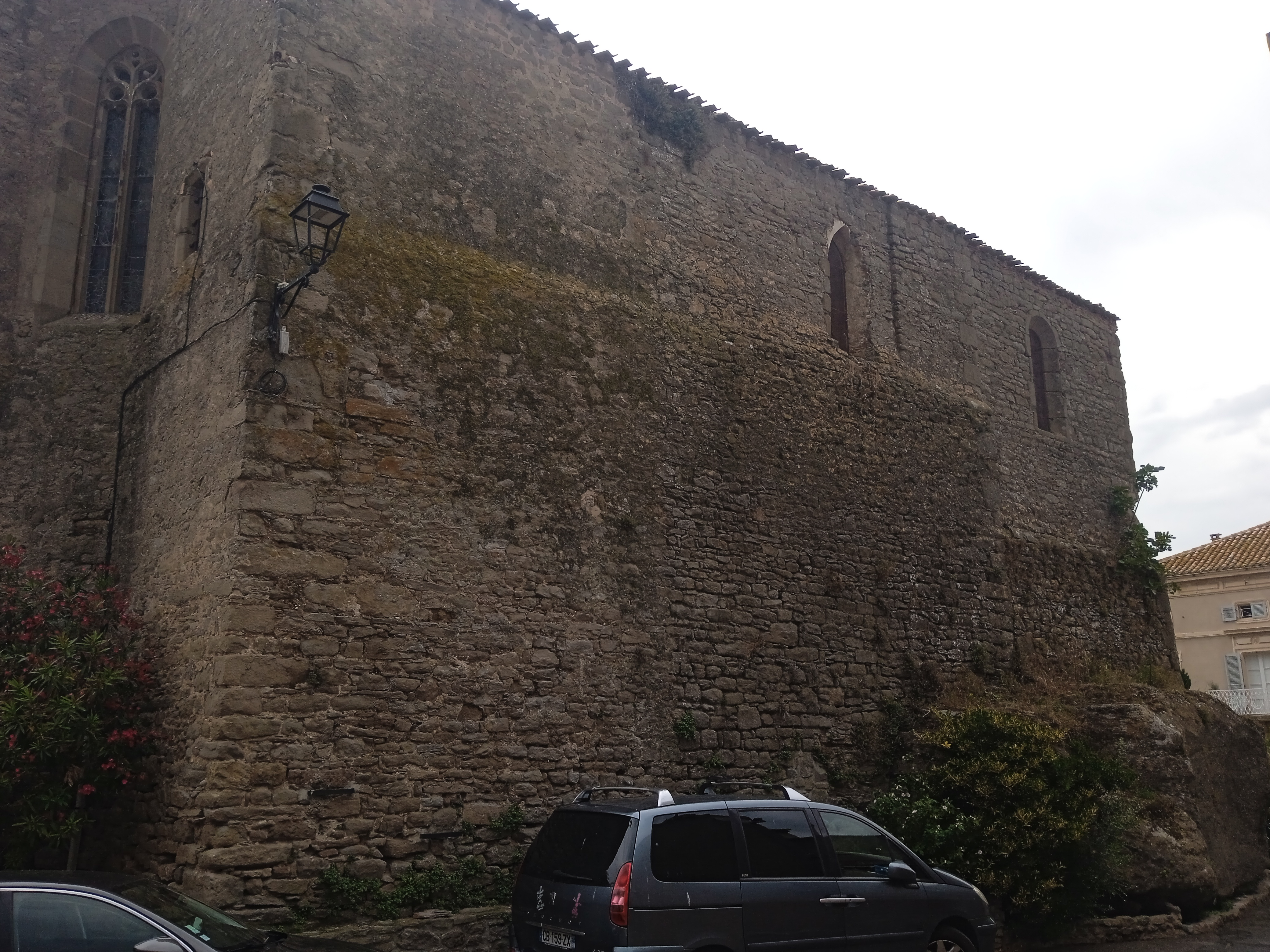
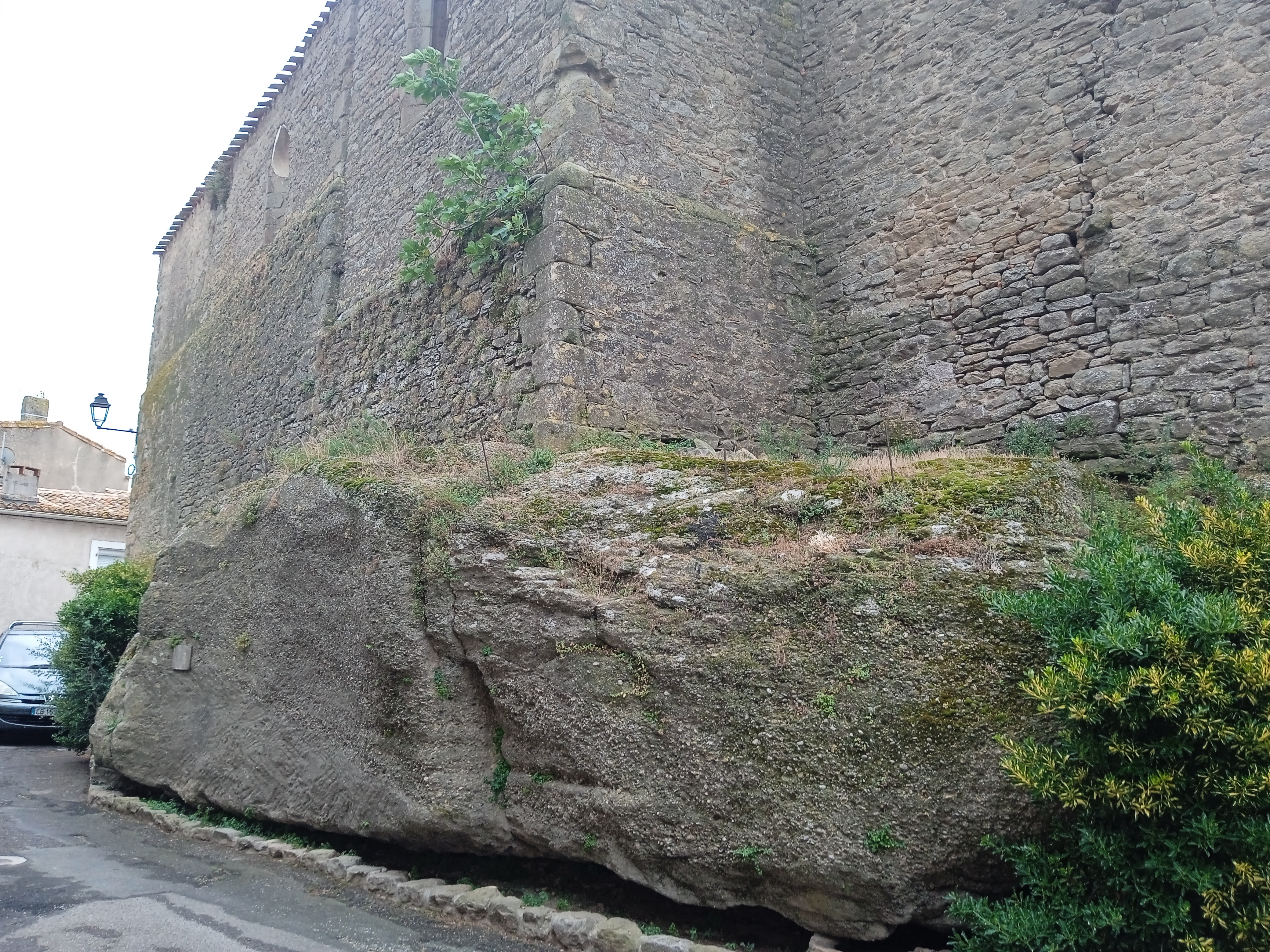
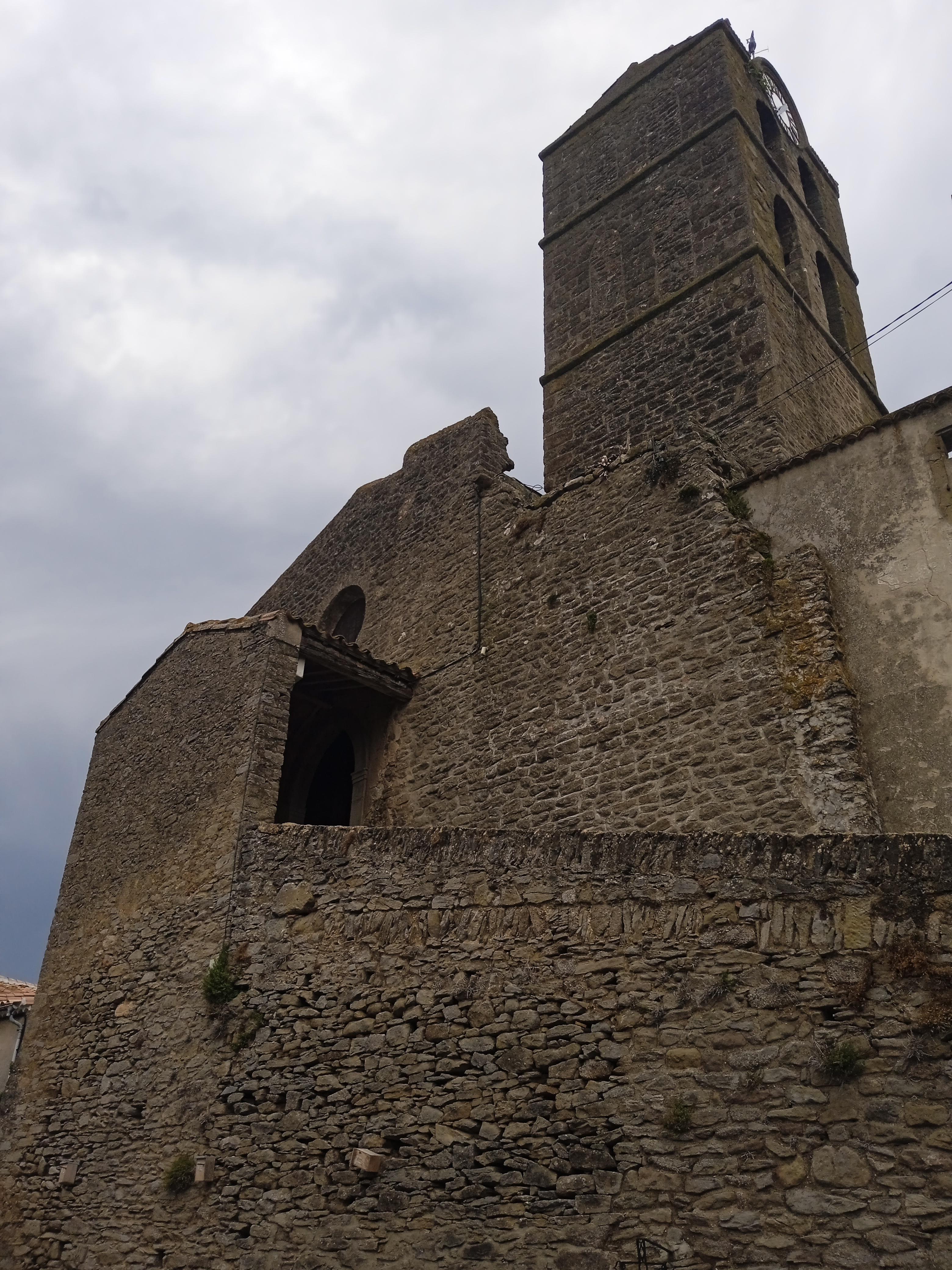
Porte d'entrée de l'église.
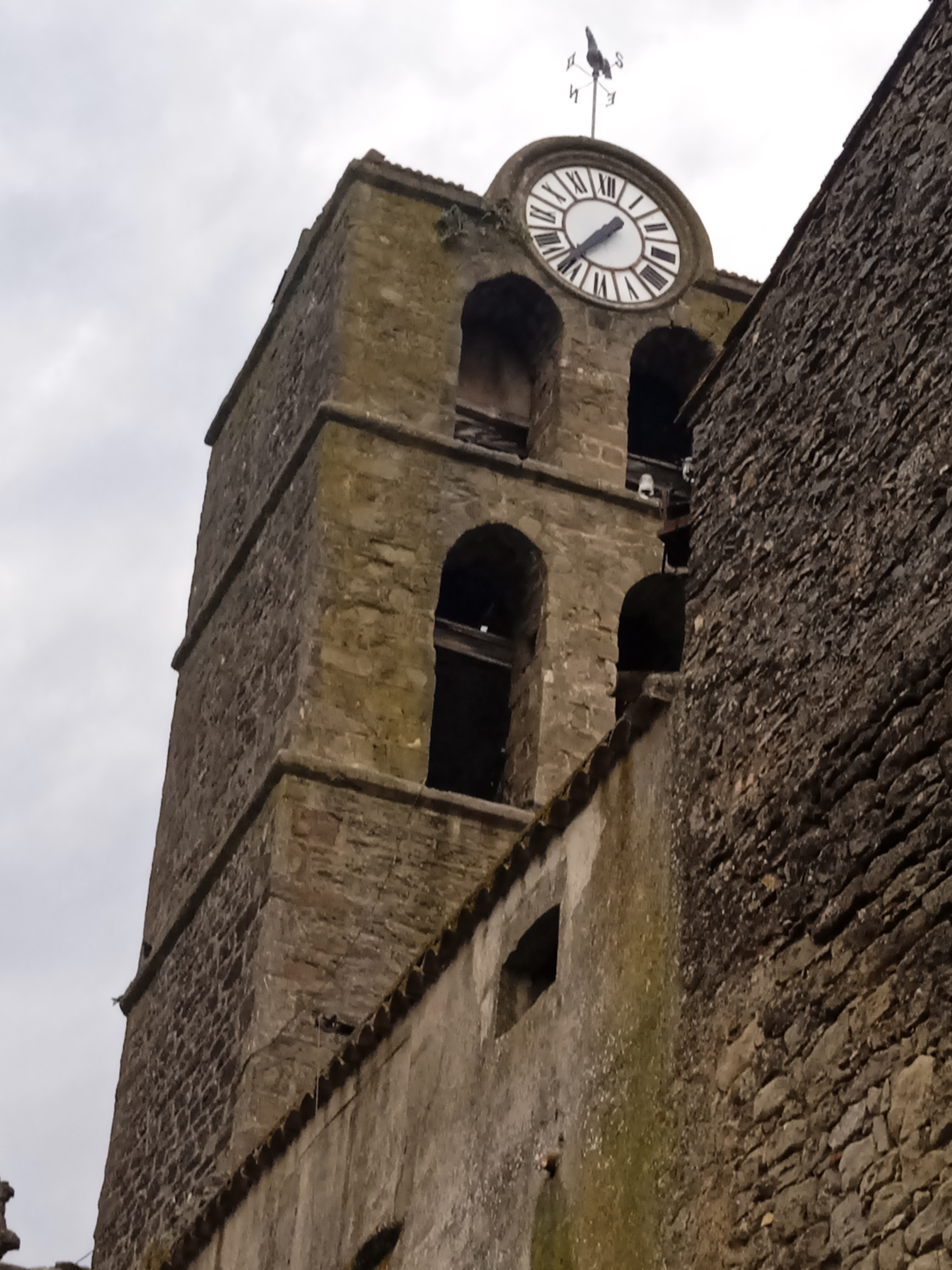
Clocher de l'église.